# Mutambu
Mutambu è un comune del Burundi situato nella provincia di Bujumbura Rurale con 43.763 abitanti (censimento 2008).

## Geografia antropica

### Suddivisioni amministrative
Il comune è suddiviso in 16 colline.